# 玉山衛星
玉山衛星是由騰暉與海洋大學運輸系等公司研發製造的立方衛星，搭載自動識別系統（AIS）和自動位置回報系統（APRS）等接收器，可以接收衛星下方船隻發出的AIS訊息，儲存船隻的航行軌跡到衛星上，待經過地面站時，衛星經由UHF無線頻率將AIS訊息下傳，如此便可以追蹤全球的船隻之航行軌跡，有助於船隻的航行安全。而APRS接收器可以接收車輛上APRS發射器所發出的訊息，進行交通監控；也可以接收地面裝置發出的APRS訊息，做大範圍的環境監測。在台灣時間2021年1月22日22:24由SpaceX獵鷹9號火箭發射升空至高度525公里的太陽同步軌道。任務壽命為6個月，原定於同年7月24日屆滿，後於10月13日正式退役。

### 兩行元素
```
YUSAT-1
1 47439U 21006AC  21151.12373735  .00001114  00000-0  66479-4 0  9990
2 47439  97.4885 212.6549 0013478 152.0203 208.1755 15.13091763 19436
```

更新於20210531